# Carolina Vera
Carolina Susana Vera (San Nicolás de los Arroyos, 14 luglio 1962) è una meteorologa argentina.
È la principale ricercatrice del consiglio di ricerca argentino CONICET (Consejo Nacional de Investigaciones Científicas y Técnicas de Argentina, il Consiglio Nazionale Argentino di Ricerca Scientifica e Tecnica) ed è docente presso la Facoltà di scienze esatte e naturali dell'Università di Buenos Aires (UBA). La sua ricerca si concentra sul cambiamento climatico e sul riscaldamento globale in Sud America.
Dal 10 dicembre 2019 fa parte del governo argentino come esperta del Ministero della Scienza, della Tecnologia e dell'Innovazione. È vicepresidente del gruppo di lavoro I del programma IPCC delle Nazioni Unite.

## Premi
- Cleveland Abbe Award della American Meteorological Society (agosto 2019)[4].